# Alcyopis cyanoptera
Alcyopis cyanoptera là một loài bọ cánh cứng trong họ Cerambycidae.